# Сивец, Виктор Николаевич
Виктор Николаевич Сивец (1919—1984) — советский промышленный деятель, директор Ташкентского авиационного завода имени В. П. Чкалова, Герой Социалистического Труда (1971).

## Биография
Родился 4 мая 1919 года в г. Пржевальск (ныне — Иссык-Кульской области Кыргызстана). В 1943 г. закончил Казанский авиационный институт. Трудовую деятельность начал на ташкентском авиационном заводе в Узбекской ССР, в 1943 г. мастером, а с 1944 г. старшим мастером в сборочном цехе. В начале 1945 года признан «лучшим мастером завода».
В 1947—1963 годах — начальник цеха, начальник производства, заместитель главного инженера, 1963—1969 годах — главный инженер завода № 84, а с 1969 года по 1973 год директор Ташкентского авиационного завода имени В. П. Чкалова, министерства авиационной промышленности СССР. При нём в 1969 году завод начал серийный выпуск тяжелых военно-транспортных самолётов Ан-22 «Антей».
26 апреля 1971 года Сивцу Виктору Николаевичу Указом Президиума Верховного Совета СССР присвоено звание Героя Социалистического Труда с вручением Ордена Ленина и золотой медали «Серп и Молот».
С 1973 года — генеральный директор Ташкентского производственного авиационного объединения (ТАПО) им. В. П. Чкалова, министерства авиационной промышленности СССР.
С 1973 года объединением начал выпускаться средний десантно-транспортный самолёт ИЛ-76 и его модификации.
Умер 9 декабря 1984 года, похоронен в Ташкенте на мемориальном кладбище «Чигатай».

## Награды и звания
- Заслуженный инженер Узбекской ССР (1969)
- Лауреат Ленинской премии (1978)
- Лауреат Государственной премии СССР (1973)
- Лауреат Государственной премии им. А. Бируни Узбекской ССР (1974)
- Почетный Авиастроитель
- Герой Социалистического Труда (26.04.1971)
- Орден Ленина (02.03.1962)
- Орден Ленина (22.07.1966)
- Орден Ленина (26.04.1971)
- Орден Ленина (25.03.1974)
- Орден Ленина (23.12.1976)
- Орден Октябрьской Революции (10.02.1981)
- Медаль «За трудовую доблесть» (16.01.1950)

## Память
Именем В. Н. Сивца названы одна из улиц Ташкента и дворец культуры и техники ТАПОиЧ.